# Melusine von der Schulenburg
Ehrengard Melusine von der Schulenburg, född 25 december 1667, död 10 maj 1743, hertiginna av Kendal och Munster, var en tysk hovdam och adelsdam, mätress till kung Georg I av Storbritannien. Hon fick minst tre barn med kungen. 
Melusine von der Schulenburg blev hovdam hos kurfurstinnan av Hannover, Sofia av Pfalz, år 1690 och mätress till Hannovers tronföljare Georg året därpå. Då Georg år 1714 blev Storbritanniens kung följde hon honom till England, där han gav henne titeln hertiginna 1716. I England levde hon mestadels i Kendal House i Isleworth i Middlesex. På grund av att hon var mycket mager kallades hon i England för "majstången". 
Hon mottog titeln furstinna av kejsaren 1723; detta har tagits som ett tecken på att Melusine och Georg gifte sig i hemlighet, men detta är okänt och har aldrig bekräftats. Enligt Robert Walpole var hon "lika mycket drottning som någon annan".